# Cầu Cavenagh
Cầu Cavenagh là cầu dây võng duy nhất và là một trong những cây cầu có tuổi đời lâu nhất ở đảo quốc Singapore, bắc qua hạ lưu của dòng Singapore ở khu Downtown Core. Cầu khánh thành năm 1870 nhân dịp kỷ niệm Các khu định cư Eo biển trở thành tân thuộc địa Vương thất của Singapore vào năm 1867. Cầu Cavenagh là cây cầu xưa nhất Singapore vẫn còn bao lưu thiết kế ban đầu.

## Lịch sử

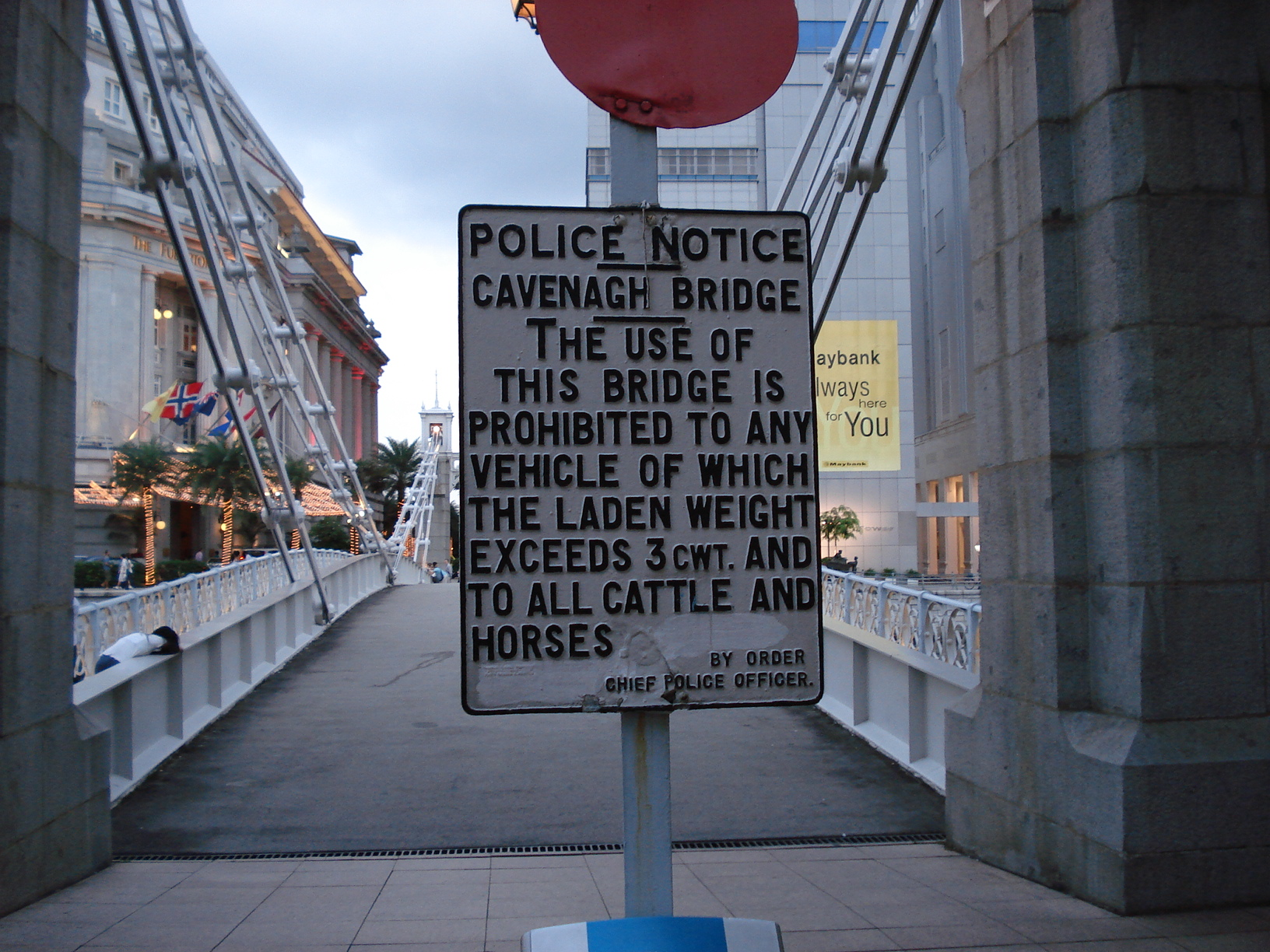
Cảnh báo từ cảnh sát những năm 1910 ở hai đầu cầu vẫn còn hiện diện đến ngày nay.

Lúc ban đầu, cây cầu có tên là Cầu Edinburgh để kỷ niệm chuyến viếng thăm của Công tước xứ Edinburgh. Sau đó, nhằm tôn vinh Thiếu tướng William Orfeur Cavenagh, Thống đốc Các khu định cư Eo biển cuối cùng (từ năm 1859 tới năm 1867) được bổ nhiệm dưới thời Công ty Đông Ấn, cây cầu được đổi lại theo tên của ông. Gia huy của dòng họ Cavenagh có thể được tìm thấy trên bảng chỉ dẫn ở hai đầu cầu.
Cầu Cavenagh nối quận Civic ở bờ Bắc với quận Commercial ở bờ Nam Sông Singapore. Trước khi khánh thành cầu Cavenagh, cư dân hai bờ muốn đi qua quận đối diện phải vòng qua Cầu Elgin (Singapore) hoặc phải trả 1 duit (¼ xu) để bắt đò ngang qua sông.
Cây cầu sử dụng thanh giằng hệ thống treo phức tạp so với hầu hết cầu dây võng khác, và là cây cầu thứ ba được xây dựng tại Singapore. Sự hiện diện của cây cầu nhằm mục đích giảm bớt bất tiện khi băng dòng Singapore bằng đò. Tuy thiết kế ban đầu là cầu rút nhưng khi hoàn thành, người ta nhận ra rằng một kiến trúc cố định sẽ thích hợp hơn cho cầu Cavenagh. Một số lượng lớn đinh tán bằng thép đúc bằng các phương pháp phổ biến thời đó được sử dụng cho công trình này.
Kỹ sư John Turnbull Thomson làm việc cho Sở Công trình Công cộng Singapore thuộc địa là người thiết kế bản vẽ, và P&W Maclellan, Glasgow Engineers là đơn vị thi công cho cầu này với mức giá Straits $80.000. Được xây dựng và thử tải trọng ở Glasgow, cầu Cavenagh được thiết kế để chịu được sức nặng bằng bốn lần trọng lượng của nó, sau đó, từng cấu kiện được vận chuyển bằng đường biển tới Singapore và được lao động có án lắp rắp năm 1869 trước khi được khánh thành một năm sau đó. Thuở đầu, xe kéo và xe bò thồ hàng được phép qua lại cầu Cavenagh. Điều này khiến cho cầu bị quá tải bởi tình hình hoạt động kinh doanh thịnh vượng trên dòng Singapore những năm cuối thập niên 1880.
Mật độ giao thông vào khu đô thị càng lúc càng cao cộng với độ tĩnh không thông thuyền thấp khiến những khi triều lên, tàu bè không thể lưu thông. Năm 1910, chính quyền quyết định xây cầu Anderson để thay thế cầu Cavenagh. Cầu Cavenagh cuối cùng cũng thoát khỏi việc bị tháo dỡ, được chuyển đổi công năng và trở thành cầu bộ hành, vận tải đường bộ đường chuyển hướng qua cầu Anderson. Một bảng báo của cảnh sát, vẫn còn hiện hữu, được dựng lên ở hai đầu cầu để hạn chế xe có tải trọng 3 cwt (152 kg), kể cả gia súc và ngựa lưu thông qua cầu. Bảng báo in:
POLICE NOTICE
CAVENAGH BRIDGE
THE USE OF THIS BRIDGE IS PROHIBITED TO ANY VEHICLE OF WHICH THE LADEN WEIGHT EXCEEDS 3 CWT. AND TO ALL CATTLE AND HORSES
BY ORDER
CHIEF POLICE OFFICER.
dịch
THÔNG BÁO CỦA CẢNH SÁT
CẦU CAVENAGH
VIỆC SỬ DỤNG CẦU BỊ CẤM CHO XE CƠ GIỚI CÓ TỔNG TẢI TRỌNG TRÊN 3 CWT. VÀ CHO CẢ GIA SÚC VÀ NGỰA
THEO LỆNH
CẢNH SÁT TRƯỞNG

## Cầu Cavenagh ngày nay

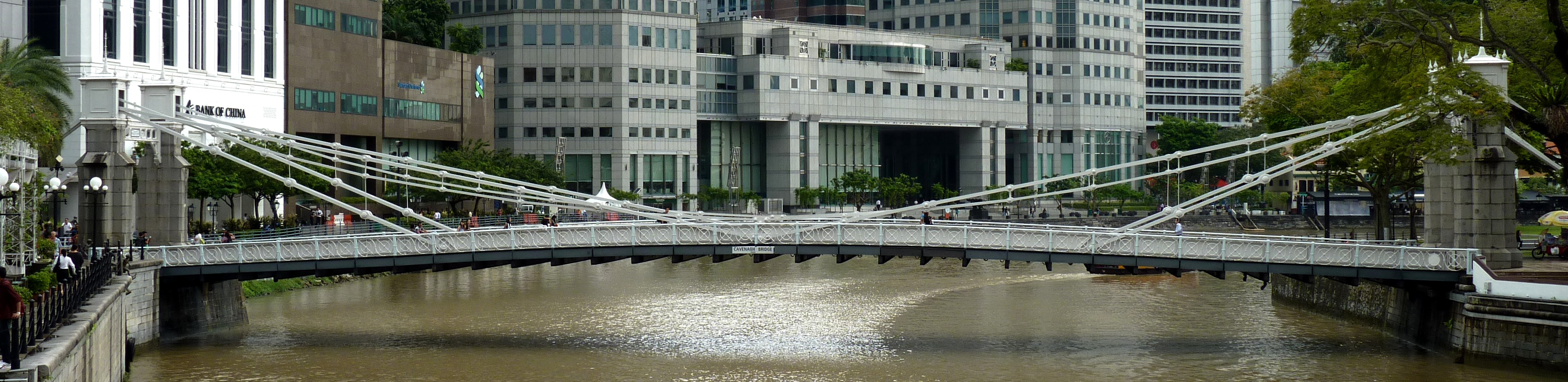

Hiện nay cầu Cavenagh là cầu bộ hành, đã được gắn đèn phát sáng từ những năm 1990 để làm nổi bật kiến trúc đặc trưng vào buổi tối. Cầu Cavenagh là tuyến bộ hành thuận tiện nhất nối quận văn hóa ở bờ Bắc với quận thương mại ở bờ Nam của sông Singapore, tăng mỹ quan cho Khách sạn Fullerton (trước đây là Tòa nhà Fullerton) nằm kế bên cầu.
Nhiều sản phẩm điêu khắc được đặt ở kế cầu Cavenagh, trong đó có tượng gia đình mèo Singapura (mèo kucinta hay mèo cống), được công nhận là giống mèo nhỏ nhất thế giới, đặt ở móng cầu Tây Nam.
Ngày 03 tháng 11 năm 2008, Cục tái kiến đô thị quyết định đặt cầu Cavenagh vào dự án bảo tồn mở rộng. Ngày nay, nó trở thành di tích quốc gia của Singapore.